# BMW M68
Il BMW M68 è un motore a scoppio alimentato a benzina e prodotto tra il 1932 ed il 1936 dalla Casa automobilistica tedesca BMW. Si tratta del primo motore automobilistico interamente progettato e realizzato dalla Casa dell'Elica.

## Storia e profilo
Questo motore interamente in ghisa nacque dal fatto che nel 1932 la BMW non avrebbe più potuto utilizzare per la sua BMW 3/15 il motore Austin, poiché la licenza sarebbe scaduta proprio nel marzo di quell'anno. Per questo motivo, la Casa dell'Elica diede il via ad un progetto finalizzato alla produzione ex-novo di un motore automobilistico di propria fabbricazione da utilizzare nel modello che avrebbe preso il posto della 3/15, ossia la futura BMW 3/20. I tecnici BMW optarono inizialmente per realizzare ex-novo un inedito motore sfruttando come base un bicilindrico progettato per equipaggiare un precedente veicolo, che in seguito non avrebbe però mai conosciuto nessuna produzione in serie. Tale bicilindrico fu però ben presto accantonato a causa delle sue scarse prestazioni. Si decise quindi di progettare un nuovo motore a 4 cilindri, riprendendo dal vecchio motore Austin solo le misure dell'interasse cilindri e dell'alesaggio per accorciare i tempi di sviluppo, ma utilizzando un nuovo albero a gomiti con manovelle più lunghe per ottenere una corsa più lunga di 4 mm rispetto al precedente motore Austin (da 76 ad 80 mm), per una cilindrata complessiva di 782 cm3. Venne inoltre utilizzato un carburatore Solex di diverso tipo e venne leggermente abbassato il rapporto di compressione, da 5,6:1 a 5,4:1. Così configurato, il nuovo motore M68 erogava una potenza massima di 20 CV a 3500 giri/min, mentre la coppia motrice raggiungeva il suo massimo valore di 38 Nm a 2000 giri/min.
Tra il 1932 e il 1934 questo motore venne montato appunto sotto il cofano della già citata BMW 3/20, ma la sua applicazione continuò anche nei due anni successivi, e cioè fino al 1936, per equipaggiare la BMW 309, ossia il modello che andò a sostituire proprio la 3/20. In quest'ultima applicazione, il motore prese la sigla M68a e si differenziava dal precedente M68 per due caratteristiche fondamentali: innanzitutto la cilindrata, salita a 845 cm3 grazie alla rialesatura dei cilindri, che ne fecero lievitare la misura da 56 a 58 mm; come secondo aspetto, ma assolutamente non meno importante, va ricordata senz'altro la distribuzione, che dalla configurazione a valvole laterali del precedente motore M68 passò alla configurazione a valvole in testa. In questo nuovo motore, la potenza saliva a 22 CV a 4000 giri/min, mentre la coppia massima era di 45 Nm a 2000 giri/min.

## Riepilogo caratteristiche
| Motore M68 |                  |                        |                                            |                           |                          |                |               |              |                    |
| Variante   | Cilindrata (cm3) | Alesaggio e corsa (mm) | Distribuzione                              | Alimentazione             | Rapporto di compressione | Potenza CV/rpm | Coppia Nm/rpm | Applicazioni | Anni di produzione |
| M68        | 782              | 56 x 80                | Valvole laterali, un asse a camme laterale | Carburatore Solex 26 FV   | 5,6:1                    | 20/3500        | 38/2000       | BMW 3/20     | 1932-34            |
| M68a       | 845              | 58 x 80                | Valvole in testa, un asse a camme laterale | Carburatore Solex 26 BFLV | 5,6:1                    | 22/4000        | 45/2000       | BMW 309      | 1934-36            |